# 雅江滇紫草
雅江滇紫草（学名：Onosma yajiangense）是紫草科滇紫草属的植物，是中国的特有植物。分布于中国大陆的四川等地，生长于海拔2,600米的地区，一般生长在河边干旱灌丛中，目前尚未由人工引种栽培。